# وايلد (بوينس آيرس)
وايلد (بالإسبانية: Wilde, Buenos Aires)‏ هي منطقة سكنية تقع في الأرجنتين في Avellaneda Partido. يقدر عدد سكانها بـ 65,881 نسمة .